# De Havilland Dragon Rapide
de Havilland DH.89 Dragon Rapide je bilo britansko dvokrilno 6-8 sedežno potniško letalo iz 1930ih. Dragon Rapide je kljub leseni konstrukciji veljal za ekonomično in trdoživo letalo. Prvič je poletel 17. aprila 1934, skupno je bilo zgrajenih 731 letal. 

## Specifikacije (Dragon Rapide)
Splošne karakteristike
- Posadka: 1
- Število sedežev: 8 potnikov
- Dolžina: 34 ft 6 in (10,5 m)
- Razpon kril: 48 ft 0 in (14,6 m)
- Višina: 10 ft 3 in (3,1 m)
- Površina kril: 340 ft² (32 m²)
- Teža praznega letala: 3230 lb (1460 kg)
- Naložena teža: 5500 lb (2490 kg)
- Pogon letala: 2 ×  de Havilland Gipsy Six, 200 KM (149 kW)  vsak

 Zmogljivost 
- Maks. hitrost: 157 mph (136 vozlov, 253 km/h) na višini 1000 ft (305 m)
- Doseg: 573 milj (498 nmi, 920 km)
- Višina leta: 16700 ft (5090 m)
- Hitrost vzpenjanja: 867 ft/min (4,3 m/s)
- Obremenitev kril: 16 lb/ft² (79 kg/m²)
- Razmerje moč/teža: 0,036 KM/lb (60 W/kg)